# المیفا
المیفا (به عربی: المیفاء) یک منطقهٔ مسکونی در عربستان سعودی است که در استان عسیر واقع شده‌است. المیفا ۲٬۰۰۰ نفر جمعیت دارد و ۴۷۶ متر بالاتر از سطح دریا واقع شده‌است.